# Albert Ernest Holness
Albert Ernest Holness (Kingston upon Hull, 7 december 1892 - Faeröer, 20 september 1924) was een Brits ontdekkingsreiziger.

## Biografie
Holness werkte als stoker op de Endurance-expeditie van Ernest Shackleton in 1914. De expeditie strandde op Elephanteiland, waar de expeditieleden vier maanden later konden gered worden. Na de expeditie werd Holness onderscheiden met de Polar Medal.
In 1924 sloeg Holness overboord op het schip Lord Lonsdale toen hij het schip navigeerde naar een haven in de Faeröer. Hij werd 31 jaar oud. 